# Sciota, Illinois
Sciota là một làng thuộc quận McDonough, tiểu bang Illinois, Hoa Kỳ. Năm 2010, dân số của làng này là 61 người.

## Dân số
Dân số qua các năm:
- Năm 2000: 58 người.
- Năm 2010: 61 người.